# Спутниковые телеканалы России
В данной статье представлен список телеканалов РФ, доступных на спутниковых платформах.

## Федеральные вещатели

### Национальная Медиа Группа
Принадлежит Правительству России [51 %] и Роману Абрамовичу [24 %]:
- Первый канал (по официальным данным АО «Первый канал» вещают орбиты +0, +1, +2, +3, +4, +5, +6, +7, +8 и +9 (всего 10 дублей, на Калининградскую область вещает Московская орбита МСК+0))
- Первый канал HD (по официальным данным АО «Первый канал» вещают орбиты +0 и +4)
- Первый канал. Всемирная сеть (по официальным данным АО «Первый канал» вещают орбиты -8 США, +0 Европа, +3 СНГ, +5 Азия и +7 Австралия)

Принадлежит Правительству РФ [25.5 %], Роману Абрамовичу [12 %], ВГТРК [25 %] и Национальная Медиа Группа [12.5 %], ООО «Аура-Медиа» [12,75 %], ООО «ПРТ-1» [3,5 %]:
- Карусель (по официальным данным АО «Первый канал» и ФГУП ВГТРК вещают орбиты/дубли +0 (сквозное глобальное вещание), +2, +4, +7 и +8)
- Карусель International (по официальным данным АО «Первый канал» и ФГУП ВГТРК вещает орбита/дубль +0, сквозное вещание)

Принадлежит АО ТРК «Петербург» [28 %]:
- Пятый канал (по официальным данным АО ТРК «Петербург» формирует 4 орбиты вещания: Орбита+0 (МСК), Орбита +2 (МСК+2), Орбита +4 (МСК+4), Орбита +7 (МСК+7). https://www.5-tv.ru/about/tune/)
- Пятый канал International (по официальным данным АО ТРК «Петербург» вещает Орбита+0, сквозное вещание)
- 78

ООО «Акцепт» (Телевизионный канал «РЕН ТВ») (Принадлежит АО «СОГАЗ Тауэр» [18 %] ):
- РЕН ТВ (по официальным данным ООО «Акцепт» вещают дубли +0, +2, +4 и +7)
- РЕН ТВ HD
- РЕН ТВ International (по официальным данным ООО «Акцепт» вещает дубль +0, сквозное вещание)

МИЦ «Известия»
- IZ.RU

#### Медиа-Телеком
- .Red
- .Black
- .Sci-Fi
- Кинеко
- Сапфир
- Terra
- Удар
- Диалоги о рыбалке
- Мы
- Старт
- Старт Триумф
- Старт Туран

#### Star Media
- BOLT
- Star Cinema
- Star Family

#### Феникс-Тверь
- Феникс Плюс Кино
- Оружие
- Анекдот ТВ
- Аппетитный

### ВГТРК
- Россия-1 (по официальным данным ФГУП ВГТРК вещают дубли +0, +1, +2, +3, +4, +5, +6, +7, +8 и +9)
- Россия-1 HD (+0, сквозное вещание на всей территории России, на медиаплатформе «Смотрим» все 10 дублей вещают в разложении HD 1080i)
- Россия-К (по официальным данным ФГУП ВГТРК вещают дубли +0, +2, +4 и +7, на медиаплатформе «Смотрим» все 4 дубля вещают в разложении HD 1080i)
- Россия-24 (сквозное глобальное вещание)
- РТР-Планета (по официальным данным ФГУП ВГТРК вещают дубли -7 летом/-8 зимой США, +0 СНГ, +0 Европа (сквозное глобальное вещание) и +3 Азия (сквозное глобальное вещание), на медиаплатформе «Смотрим» все 4 дубля вещают в разложении HD 720i)
- Карусель (по официальным данным АО «Первый канал» и ФГУП ВГТРК вещают орбиты/дубли +0 (сквозное глобальное вещание), +2, +4, +7 и +8)
- Карусель International (по официальным данным АО «Первый канал» и ФГУП ВГТРК вещает орбита/дубль +0, сквозное вещание)
- «Соловьёв.live», с 7 апреля 2022 года, который полностью заменил российский локальный телеканал «Евроновости» на его частотах в России

Региональные телеканалы:
- Москва 24 (по заказу Правительства Москвы, совместно с Москва Медиа [75 %])
- Москва. Доверие (по заказу Правительства Москвы, совместно с Москва Медиа [75 %])
- 360° (совместно с Правительством Московской области)[1]
- Волгоград 24 (в соответствии с Указом Президента России о создании цифровых телеканалов для всех субъектов Российской Федерации)
- Башкортостан 24 (в соответствии с Указом Президента России о создании цифровых телеканалов для всех субъектов Российской Федерации)
- Челябинск 24 (в соответствии с Указом Президента России о создании цифровых телеканалов для всех субъектов Российской Федерации)[2]
- Восток 24 (в соответствии с Указом Президента России о создании цифровых телеканалов для всех субъектов Российской Федерации)[3]
- Самара 24 (в соответствии с Указом Президента России о создании цифровых телеканалов для всех субъектов Российской Федерации)[4]
- Кавказ 24 (в соответствии с Указом Президента России о создании цифровых телеканалов для всех субъектов Российской Федерации)[5]
- Якутия 24 (в соответствии с Указом Президента России о создании цифровых телеканалов для всех субъектов Российской Федерации)[6]
- Лотос 24 (в соответствии с Указом Президента России о создании цифровых телеканалов для всех субъектов Российской Федерации)[7]
- Запад 24 (в соответствии с Указом Президента России о создании цифровых телеканалов для всех субъектов Российской Федерации)[8][9]
- Регион-Сибирь 24 (в соответствии с Указом Президента России о создании цифровых телеканалов для всех субъектов Российской Федерации)[10]
- Алания 1 (в соответствии с Указом Президента России о создании цифровых телеканалов для всех субъектов Российской Федерации)[11]
- Нижний Новгород 24 (в соответствии с Указом Президента России о создании цифровых телеканалов для всех субъектов Российской Федерации)[12]
- Вторая Садовая (в соответствии с Указом Президента России о создании цифровых телеканалов для всех субъектов Российской Федерации)[13]
- Тамбов ТВ (в соответствии с Указом Президента России о создании цифровых телеканалов для всех субъектов Российской Федерации)[14]
- Калмыкия 24 (в соответствии с Указом Президента России о создании цифровых телеканалов для всех субъектов Российской Федерации)[15][16]
- Адыгея Плюс ТВ (в соответствии с Указом Президента России о создании цифровых телеканалов для всех субъектов Российской Федерации)[17]
- Удмуртия 24 (в соответствии с Указом Президента России о создании цифровых телеканалов для всех субъектов Российской Федерации)
- Сибирь 24 (в соответствии с Указом Президента России о создании цифровых телеканалов для всех субъектов Российской Федерации)[18]

АО «Цифровое телевидение» (дистрибьюторы: «0+ Media», «Signal Media», «НКС Медиа»):
- Мосфильм. Золотая коллекция
- Патриот
- Русский бестселлер
- Русский детектив
- Русский роман[19]
- Комедия[20]
- Настоящее страшное телевидение
- Страшное HD
- Cinema
- FAN
- Сарафан[21]
- Доктор
- Техно 24[22]
- Моя планета[23]
- Живая планета[24]
- История
- Наука
- Мама[24]
- Мульт[25]
- Мультимузыка[26]
- Ani[27]
- Киномульт

### АНО «ТВ-Новости»
Российские государственные международные информационные телеканалы:
- главный телеканал RT International (English) и его HD дубль, сквозное глобальное вещание
- RT en Español сквозное глобальное вещание с 01.10.2023, его HD дубль вещает только на Южную Америку и восточную часть США
- RT Arabic и его HD дубль, вещает на Европу, Азию, Ближний Восток, Африку, Северную и Южную Америки, Атлантику
- RT France (спутники SES 5 at 5.0°E и Express AM8 at 14.0°W), вещает на Европу, Азию, Ближний Восток и Африку
- RT DE (спутники Express AMU1 (Eutelsat 36C) at 36.1°E, Nilesat 201 at 7.0°W и Express AM8 at 14.0°W), вещает на Европу, Азию, Ближний Восток и Северную Африку
- RT Documentary (English) и его HD дубль, сквозное глобальное вещание
- RT Doc (на русском языке) и его HD дубль, сквозное глобальное вещание

### Газпром-медиа
ООО «Газпром-Медиа МАТЧ (ГМП МАТЧ)»:
- Матч ТВ
- Матч ТВ HD
- Матч! Страна
- Матч! Премьер
- Матч! Планета
- Матч! Игра
- Матч! Арена
- Матч! Боец
- Матч! Футбол 1
- Матч! Футбол 2
- Матч! Футбол 3
- КХЛ
- КХЛ Prime
- Конный мир

АО «Телекомпания НТВ»
- НТВ (по официальным данным АО «Телекомпания НТВ» вещают дубли +0, +2, +4 и +7) https://www.ntv.ru/kompania/veschanie/
- НТВ HD (+0, сквозное вещание на всей территории России)
- НТВ Мир (по официальным данным АО «Телекомпания НТВ» вещают дубли США, Европа и Австралия)
- НТВ Сериал
- НТВ Стиль
- НТВ Право
- НТВ Хит
- Неизвестная Россия

АО «ТНТ-Телесеть»
- ТНТ (по официальным данным «ГПМ РТВ» +0, +2, +4 и +7)
- ТНТ HD (+0, сквозное вещание на всей территории России)
- ТНТ4 (по официальным данным «ГПМ РТВ» +0, +2, +4 и +7)

ООО «Газпром-Медиа Развлекательное телевидение» («ГПМ РТВ»)
- ТВ-3 (по официальным данным «ГПМ РТВ» +0, +2, +4 и +7)
- ТВ-3 HD (+0, сквозное вещание на всей территории России)
- ТВ-3 International (по официальным данным «ГПМ РТВ» +0, сквозное вещание)
- Пятница! (по официальным данным «ГПМ РТВ» +0, +2, +4 и +7)
- Пятница! HD (+0, сквозное вещание на всей территории России)
- Суббота! (по официальным данным «ГПМ РТВ» +0, +2, +4 и +7)
- 2x2 (по официальным данным «ГПМ РТВ» +0, +2, +4 и +7)
- Rutube TV

ООО «Международное развлекательное ТВ»
- Пятница! International (по официальным данным «ГПМ РТВ» +0, сквозное вещание)
- ТНТ International (по официальным данным «ГПМ РТВ» +0, сквозное вещание)
- ТНТ4 International (по официальным данным +0, сквозное вещание)

ООО «ТНТ Музыкальный» ([49 %] совместно с «Solaris Promo Production»):
- ТНТ Music

Ред Медиа:
- КВН ТВ (совместно с Национальная Медиа Группа (Первый канал) и «Александр Масляков и компания»)
- Europa Plus TV (совместно с Уральская горно-металлургическая компания (УГМК) [74,99 %] и Европейская Медиа Группа [25,01 %])
- Europa Plus TV HD
- Ля-минор
- Жара TV
- Жара TV HD
- Кухня
- Русская ночь
- Точка.РФ
- MMA-TV
- 365 дней ТВ
- Авто Плюс
- Супергерои
- Киносерия
- Киномикс
- Наше новое кино
- Родное кино
- Кинокомедия
- Индийское кино
- Индия
- Saga TV
- Кинопремьера
- Кинохит
- Киносемья
- Киноужас
- Мужское кино
- Киносвидание
- Живи!

Тайм Медиа Групп
- Дорама
- Kinoliving
- Blue Hustler
- Barely Legal
- Flix snip
- Big planet
- Women's Magazine
- Кино без границ
- В гостях у сказки

 Скай Медиа 
- The Explorers
- Red lips
- Temptation TV
- Duck TV

### АНО «Общественное телевидение России»
- Общественное телевидение России (+0, сквозное вещание, у телеканала не предусмотрено дополнительных дублей. Под сквозным вещанием понимается только один дубль, распространяющийся на всю территорию России)

### Правительство Москвы
Принадлежит ЗАО «Промторгцентр» [0,7674 %] :
- ТВ Центр (по официальной информации АО «ТВ Центр» +0, +2, +4 и +7)[28]
- ТВ Центр HD (+0, сквозное вещание на всей территории России)
- ТВ Центр International (по официальной информации АО «ТВ Центр» +0, сквозное вещание)
- Центральное телевидение (ЦТВ)[29]

### Русская православная церковь
- Спас
- Союз
- МузСоюз
- Радость моя

### ООО «Медиа-1»
ООО «Муз ТВ Операционная компания»
- Муз-ТВ (по официальной информации +0, +2, +4 и +7)

АО «ТВ Сервис»
- Ю (по официальной информации +0, +2, +4 и +7)

ООО «Новый Медиа Холдинг»
- Солнце

### СТС Медиа
АО «Сеть телевизионных станций»
- СТС (по официальной информации ООО «СТС Медиа» +0, +2, +4 и +7)
- СТС HD
- СТС International (по официальной информации ООО «СТС Медиа» +0, сквозное вещание)
- СТС Love (по официальной информации ООО «СТС Медиа» +0, +2, +4 и +7)
- СТС Kids

АО «Новый канал»
- Домашний (по официальной информации ООО «СТС Медиа» +0, +2, +4 и +7)
- Домашний International (по официальной информации ООО «СТС Медиа» +0, сквозное вещание)

ООО «ТВ Дарьял»
- Че (по официальной информации ООО «СТС Медиа» +0, +2, +4 и +7)
- Перец International

### Министерство обороны Российской Федерации
- Звезда (по официальной информации +0, +2, +4 и +7)
- Звезда Плюс

### МТРК «Мир»
- Мир (по официальной информации +0, +2, +4 и +7)
- Мир HD[30]
- Мир 24

### РосБизнесКонсалтинг
- РБК
- РБК HD

## Многоканальные вещатели

### Дельта Телевижн
- Travel+Adventure

### Конфеты
- Candy TV HD
- CandyMAN

### Хом-АП.ТВ
- Anyday HD 3D
- Glazella HD 3D
- Mute TV

### Первый ТВЧ
- Рыболов
- Охотник и Рыболов
- Охотник и Рыболов International
- Телепутешествия
- Приключения
- Рыжий[31]
- Капитан Фантастика[32]
- Кинопоказ
- Зоо ТВ
- Тонус ТВ
- Загородный
- В мире животных[33]
- Insight TV

Совместно с «Триколор ТВ»:
- Премиальное HD[34]
- Остросюжетное HD[34]
- Наш Кинороман HD
- Наше Крутое HD
- Романтичное HD
- Комедийное HD
- Кино UHD
- Сериал UHD

АО «ЦИФРОВОЕ ТЕЛЕСЕМЕЙСТВО» (УК АО «ТРИКОЛОР МЕДИАХОЛДИНГ»)
- Время
- Дом кино
- Дом кино Премиум
- Музыка Первого
- Телекафе
- Победа
- Бобёр
- О!
- Поехали!
- Карусель
- Катюша
- Лапки LIVE
- Дикий
- Дикий International
- Дикая Охота HD
- Дикая Рыбалка HD

### Пи-Столет
- Еда Премиум

### Контент Юнион
- Русский иллюзион
- Иллюзион+
- Еврокино
- Уникум
- Авто 24
- Zоопарк
- Точка Отрыва
- Вопросы и ответы
- Домашние животные
- Драйв
- Здоровое ТВ
- Охота и рыбалка
- Психология
- Ретро
- Усадьба

### Медиамарт (Медиасат)
- Детский мир
- Наше любимое кино
- Мир сериала
- RTVI
- RTVI Retro
- Шансон ТВ

#### Viasat World
- TV1000
- TV1000 Русское кино
- TV1000 Action
- ViP Premium HD
- ViP Megahit HD
- ViP Comedy HD
- Viasat Explore
- Viasat History
- Viasat Nature
- Viasat Nature HD/Viasat History HD
- Viasat Sport
- ViP Serial HD

### Music Box Group
- Music Box Gold
- Music Box Poland
- Music Box Russia

### Bridge Media
- Bridge
- Bridge Русский хит
- Bridge Deluxe
- Bridge Hits
- Bridge Rock
- Bridge Classic
- Bridge Шлягер
- Bridge Фрэш
- Bridge Этно
- Baby Time
- Вкус

### RTG corp
- RTG TV
- RTG HD
- RTG International

### Прайм Синема / Восьмой канал Регионы / МегаГрупп
- Восьмой канал (+0, +4, +7)
  - Восьмой канал — Владивосток
  - Восьмой канал — Европа
  - Восьмой канал — Калининград
  - Восьмой канал — Карелия
  - Восьмой канал — Красноярский край
  - Восьмой канал — Крым
  - Восьмой канал — Мурманск
  - Восьмой канал — Новосибирск
  - Восьмой канал — Тверь
- Открытый мир. Здоровье
- О! Кино
- 7tv (+0, +4)
- Vitrina TV

### МаркетТВ
- Shop & Show

### Макс Медиа Групп
- Тайны галактики
- Кто куда
- ЕГЭ ТВ
- Успех
- Мужской
- Загородная жизнь

### Вериселинтел
- Ностальгия
- Кто есть кто
- SHOT TV

### Russian Broadcasting Network
- ТБН-Россия
- Улыбка ребёнка
- JuCe TV

### Студио Модерна
- Top Shop TV

### Директ-ТВ / LEOMAX
- Leomax
- Leomax 24
- Leomax Plus (Leomax+)

### А сериал (Амедиа)
- А1
- A2 Про любовь
- Amedia Premium HOME OF HBO
- Amedia Hit HOME OF HBO

### E TERRA MEDIA
- Е ТВ

## Зарубежные многоканальные вещатели
Это список зарубежных телевизионных каналов Российской Федерации доступных в цифровых, спутниковых и кабельных системах.

### TV21
Телеканал вещает с территории Латвии для русскоязычных жителей России и СНГ.
- TV XXI

### Voxell Baltic
Телеканалы вещают с территории Латвии для русскоязычных жителей России и СНГ.
- Мультиландия

## Независимые вещатели
- 1HD Music Television
- AIVA TV
- Aqlvoy
- BFM Business
- BFM Paris
- BFM Lyon
- BFM TV
- Classic Music
- Cartoon Classics
- Clubbing TV
- Digital Media
- DMC Fashion TV
- Erox HD
- Eroxx HD
- Eroxxx HD
- HITV
- Horror Channel (Россия)
- Kazakh TV
- Luxury
- Nano
- Plan B
- Romance
- RU.TV
  - RU.TV HD
- San Porto
- Shopping Live (все ведущие, эксперты, модели и сотрудники)
- SONGTV Armenia
- SONGTV Russia
- Suspense
- Timeless Dizi Channel (TDC)
- Trace Sport Stars
- Trace Urban
- Trace Vault
- Turkistan
- БелРос
- Большая Азия
- Вкусное ТВ
- Вместе-РФ
- Дума ТВ
- Живая природа HD
- Зал суда
- Калейдоскоп ТВ
- Киберспорт 1
- Киберспорт 2
- Конгресс ТВ
- Красная линия[35]
- ЛДПР-ТВ
- Мир животных
- Моя стихия
- Музыка Мода ТВ
- Мяч
- О!2
- Первый российский национальный канал
- Пёс и Ко
- Про Бизнес
- Просвещение
- Ратник
- РЖД
- Совершенно секретно
- Театр
- ТелеДом HD
- Точка отрыва
- Точка ТВ
- ТВ Спорт
- Футбол
- Хабар
- Хабар 24
- ETV+
- Estonia 24
- Хоккей ТВ
- Ювелирия (все ведущие, модели и сотрудники)
- Ювелирочка (все ведущие и сотрудники)

## Международные вещатели
Зарубежные телеканалы для русскоязычных жителей других стран доступных в цифровых, спутниковых и кабельных системах.
- Новый мир — немецкий русскоязычный телеканал для жителей Европы.
- TVRUS — немецкий русскоязычный телеканал для жителей Европы.
- Свобода — немецкий русскоязычный телеканал для жителей Европы.
- Angel TV Russia — русскоязычный религиозный телеканал о Индии для жителей России.
- Греция 1 — русскоязычный телеканал для жителей Греции.[36]
- OstWest — немецкий русскоязычный телеканал для жителей Европы.

## Региональные вещатели
- 1 КБР
- 10 канал (г. Новокузнецк)
- 11 канал (Наш Дом) (г. Пенза)
- 12 канал (г. Красноярск)
- 12 канал (г. Омск)
- 24/6
- 26 регион (г. Ставрополь)
- 31 канал (г. Челябинск)
- 360°
- 360° HD
- 360° International
- 360° Ангарск (г. Ангарск)
- 360° Армавир
- 360° Дубна
- 360° Новости
- 360° Туапсе
- 39 канал (г. Барнаул)
- 41 регион (г. Петропавловск-Камчатский)
- 44ТВ (г. Кострома)
- 46ТВ (г. Курск)
- 6ТВ (г. Хабаровск)
- 7+ (г. Астрахань)
- 7x7 (г. Иваново)
- GLN News (г. Геленджик)
- Kurgan.RU
- KurskTV.ru
- Logos (г. Кострома)
- Sochi24
- Sochi Life
- TV Губерния (г. Воронеж)
- TVK Камчатка
- TVоя Тюмень
- U-Travel
- Ugra Travel
- URAL1 (г. Челябинск)
- UTV
- UTV Казань
- UTV Нефтекамск
- UTV Орск
- UTV Салават
- UTV Стерлитамак
- UTV Чебоксары
- UTV Нижний Новгород
- VETTA 24 (г. Пермь)
- Zab.TV (г. Чита)
- Абакан 24 (г. Абакан)
- АИСТ (г. Иркутск)
- Алания 1 (ГТРК «Алания»)
- Алтайский край 24 (ГТРК «Алтай»)
- Альтернативное телевидение Бурятии (АТВ)
- Амурское областное телевидение
- Арзамас
- Ариг Ус
- Арктик-ТВ (г. Мурманск)
- АртПитер
- Архыз 24
- АСТВ (г. Южно-Сахалинск)
- АСТВ 24 (г. Южно-Сахалинск)
- Астрахань 24
- АТВ (г. Ачинск)
- Афонтово
- БайкалУниверТВ
- Барс (г. Иваново)
- Башкортостан 24 (ГТРК «Башкортостан»)
- Белгород 24
- Бийское телевидение
- Бор-ТВ (Левый берег)
- Братск
- Брянск 24
- Брянская губерния (г. Брянск)
- БСТ (респ. Башкортостан)
- БСТ 24 (г. Братск)
- Буряад ТВ
- ВАЗ ТВ (г. Тольятти)
- Вариант (г. Владимир)
- Волга (г. Нижний Новгород)
- Волга-24 (г. Нижний Новгород)
- Волгоград-1
- Волгоград 24 (ГТРК «Волгоград-ТРВ»)
- Восток 24 (ГТРК «Владивосток»)
- Восьмой канал (г. Томск)
- Восьмой канал — Владивосток
- Восьмой канал — Калининград
- Восьмой канал — Карелия
- Восьмой канал — Красноярский край
- Восьмой канал — Крым
- Восьмой канал — Мурманск
- Восьмой канал — Новосибирск
- Восьмой канал — Тверь
- ВОТ ТВ (г. Липецк)
- Вся Уфа
- ВТК Аргус
- Вторая садовая (ГТРК «Саратов»)
- Вятка 24 (ГТРК «Вятка»)
- Город (г. Ноябрьск)
- Город (г. Рязань)
- Город 24 (г. Благовещенск)
- Городской телеканал (г. Ярославль)
- Губерния (г. Хабаровск)
- Губерния 33 (г. Владимир)
- Девятка ТВ (г. Киров)
- День 24 (г. Новокуйбышевск)
- Дзержинск-ТВ
- Долгопрудный ТВ
- Дон 24
- Дон 24 HD
- Дубна
- Евпатория 24
- Евразия (г. Орск)
- Елец ТВ
- Енисей (г. Красноярск)
- Енисей HD (г. Красноярск)
- Ё (г. Самара)
- Живое ТВ (г. Томск)
- Забайкалье
- Запад 24 (ГТРК «Калининград»)
- Зима (г. Чебоксары)
- Ивановское общественное телевидение (г. Иваново)
- Ижевск
- Известия-Воронеж
- Известия-Кемерово
- Известия-Сыктывкар
- Истоки (г. Орёл)
- ИТВ (г. Севастополь)
- Кавказ 24 (ГТРК «Ставрополье»)
- Камчатка 1
- Канал 12 (г. Череповец)
- Канал-16 (г. Саров)
- Карелия Online
- Каскад (г. Калининград)
- Катунь 24 (г. Барнаул)
- Керчь 24
- Комсомольское время
- Краснодар
- Крик-ТВ
- Крым 24
- КТВ-Луч
- КТВ — Город (г. Воронеж)
- КТВР (г, Рязань)
- Кубань 24 (г. Краснодар)
- Кубань 24 Орбита (г. Краснодар)
- Кузбасс-1
- Курай ТВ
- Легендарный 24 (респ. Крым)
- Лен ТВ 24[37]
- Лента (г. Артём)
- Лимон ТВ (г. Канск)
- Липецк Тайм
- Липецкое время
- Лотос 24 (ГТРК «Лотос»)
- Майдан
- Майкопское телевидение
- Мамонт (г. Якутск)
- Медиа ТВ (г. Магнитогорск)
- Миг (г. Салехард)
- Миллет
- Мир Белогорья (г. Белгород)
- МИР ТВ (г. Владимир)
- Мой Туапсе
- Мордовия 24
- Море ТВ (г. Краснодар)
- Москва 24
- Москва 24 HD
- Москва Доверие
- Москва Доверие HD
- Моя Удмуртия
- Муниципальное телевидение Волгограда (МТВ)
- МЭТР
- Народное телевидение Мордовии (НТМ)
- Национальная телерадиокомпания Чувашии/Чаваш Ен
- Национальное телевидение Калмыкии (НТК)
- Национальный жилищный канал (НЖК)
- Наша Сибирь
- Наша Сибирь 4K
- Наше национальное телевидение (г. Махачкала)
- НВК Саха
- НДС (Омск ТВ)
- Независимая телерадиокомпания Ангарска
- Независимое телевидение Севастополя (НТС)
- Нижний Новгород 24 (ГТРК «Нижний Новгород»)
- Ника Плюс (г. Петрозаводск)
- Ника ТВ (г. Калуга)
- ННТВ (г. Нижний Новгород)
- Новая студия (г. Ханты-Мансийск)
- Новгородское областное телевидение
- Ново-ТВ (г. Новокузнецк)
- Новое телевидение Сибири  (г. Иркутск)
- Новый век (г. Ачинск)
- Новый век (г. Тамбов)
- Норильск ТВ
- Ноябрьск 24
- НСК 49 (г. Новосибирск)
- НТВ-Армавир
- НТВ-Петербург
- НТВ-Нижний Новгород
- НТК 21 (г. Биробиджан)
- НТН 24 (г. Новосибирск)
- НТР24
- НТРК «Ингушетия»
- Обком ТВ (г. Омск)
- Область 45 (г. Курган)
- Общественное телевидение России (с 6:00—7:00—8:00 до 8:00—9:00 и с 17:00—18:00 до 19:00)
- Олимп (г. Липецк)
- Омск-24
- ОРТ-Планета (г. Оренбург)
- ОСА (г. Ачинск)
- Осетия-Ирыстон
- ОТВ (Екатеринбург)
- ОТВ (Приморье)
- ОТВ (Сахалин)
- ОТВ (Челябинск)
- ОТВ HD (Екатеринбург)
- ОТС (г. Новосибирск)
- Панорама ТВ (г. Тверь)
- Первое братское городское телевидение 24
- Первоуральск ТВ
- Первый городской (г. Калининград)
- Первый городской (г. Киров)
- Первый городской (г. Омск)
- Первый Крымский (респ. Крым)
- Первый областной (г. Орёл)
- Первый Псковский (г. Псков)
- Первый Ростовский (г. Ростов-на-Дону)
- Первый Севастопольский (г. Севастополь)
- Первый справочный (г. Томск)
- Первый Тульский (г. Тула)
- Первый Ярославский (г. Ярославль)
- Плюс (г. Оренбург)
- Призыв ТВ (г. Владимир)
- Прим24
- Прима (г. Красноярск)
- Про Астрахань
- Продвижение (г. Омск)
- Продвижение-Камчатка
- Продвижение-Магнитогорск (КТВ-Урал)
- Продвижение-СЭТ
- Продвижение-Тамбов
- Пятый канал (г. Канск)
- Пятый канал (г. Таганрог)
- РБК-Екатеринбург
- РБК-Кубань
- РБК-Липецк
- РБК-Новосибирск
- РБК-Пермь
- РБК-Санкт-Петербург
- РБК-Тюмень
- РБК-Уфа
- РГВК «Дагестан»
- Реальный Тагил
- Регион 29 (г. Архангельск)
- Регион 67 (г. Смоленск)
- Регион-Сибирь 24 (ГТРК «Регион-Тюмень»)
- Репортёр 73 (г. Ульяновск)
- Рифей-Пермь
- Россия-1 (по будням с 5:07 до 5:10, с 5:35 до 5:40, с 6:07 до 6:10, с 6:35 до 6:40, с 7:07 до 7:10, с 7:35 до 7:40, с 8:07 до 8:10, с 8:35 до 8:40, с 9:00 до 9:30, с 9:34 до 9:55, с 14:30 до 14:55 и с 20:45—21:05 до 21:00—21:20, по субботам с 8:00 до 8:15 и с 8:20 до 8:35, по воскресеньям с 8:00 до 8:35)
- Россия-24 (по будням в 1:00, 5:00, 7:00, 8:00, 15:00, 17:30, 20:00 и 21:00, по субботам в 8:00 и 21:00, по воскресеньям в 8:00 и 13:00) московское время.
- РТВ-Иваново
- РТС (респ. Хакасия)
- Рубцовск ТВ
- Русский Север (г. Вологда)
- Русь (г. Кострома)
- Рыбинск-40
- С1 (г. Сургут)
- С86 (г. Сургут)
- Салям
- Самара-ГИС
- Самара 24 (ГТРК «Самара»)
- Самарское губернское телевидение
- САМПО ТВ 360°
- Санкт-Петербург
- Санкт-Петербург HD
- Санкт-Петербург 24
- Саранск-ТВ
- Саратов 24
- Саратовский городской телеканал
- Саха 24 (г. Якутск)
- Своё ТВ (г. Ставрополь)
- Свой (г. Благовещенск)
- СГДФ 24
- Сделано в Кузбассе
- Севастополь 24
- Севастопольское телевидение (СТВ)
- Север (г. Нарьян-Мар)
- Северный город (г. Норильск)
- Седьмой канал (г. Красноярск)
- Сейм (г. Курск)
- Селенга-ТВ
- Сергач-ТВ
- Симбирское телевидение (СТВ)
- Симферополь 24
- СИНВ (г. Калуга)
- СИНКОМ
- Сити Гид (г. Сургут)
- СиТиСи
- СКАТ
- Смолтелеинфо
- Солнце ТВ (г. Южно-Сахалинск)
- Ставропольское городское телевидение
- СТВ (г. Саяногорск)
- Сургут 24
- Такт 24 (г. Курск)
- Тамыр
- Татарстан 24
- ТВ-21+
- ТВ-7 (г. Абакан, г. Саяногорск)
- ТВ-ИН (г. Магнитогорск)
- ТВ-Карибу
- ТВ-Колыма-Плюс
- ТВ Мытищи
- ТВ-Находка
- ТВ Тверь
- Тверской проспект — Регион
- Тверь сегодня
- ТВК (г. Красноярск)
- ТВН (г. Новокузнецк)
- Твой Канский
- Теледом
- Телекон
- Телемикс (г. Уссурийск)
- ТЕО-ТВ
- Тера (г. Магнитогорск)
- Тивиком (г. Улан-Удэ)
- ТКР (г. Рязань)
- ТНВ (Татарстан)
- ТНВ-Планета
- Тобольское время
- Толк (г. Барнаул)
- Тольятти 24
- Томское время
- Туапсе 24
- Тува 24
- Тюменское время
- УлПравда ТВ
- Учебно-образовательный канал ИРНИТУ
- Хабаровск
- Центр-Красноярск
- ЧГТРК «Грозный»
- Челны ТВ
- Челябинск 24 (ГТРК «Южный Урал»)
- Четвёртый канал (г. Екатеринбург)
- Шаян-ТВ
- Шестой канал (г. Владимир)
- Экспресс (г. Пенза)
- Эра-ТВ (г. Екатеринбург)
- Эфир (г. Казань)
- Эфир 66 (г. Екатеринбург)
- Эхо-ТВ (г. Рязань)
- ЮВТ 24
- Югра
- Юрган
- ЮТВ (г. Чебоксары)
- Якутия 24
- Ялта 24
- Ямал
- Ямал 1

## Бывшие телеканалы
| Зона вещания | Название                      | Дата закрытия                                                     | Причины закрытия |
| ------------ | ----------------------------- | ----------------------------------------------------------------- | --- |
| Россия       | НТВ-Плюс Музыка               | 20 февраля 1999 года                                              | Низкие рейтинги |
| Россия       | Телешкола                     | 2001 год                                                          | По решению руководства                                                                                                   |
| Россия       | НТВ-Плюс Боевик               | 1 октября 2002 года                                               | Заменён на «НТВ-Плюс Премьера»                                                                                           |
| Россия       | АРТ-Телесеть                  | Весна 2003 года                                                   | Заменён на 2х2 |
| Россия       | Киноклассика                  | Весна 2003 года                                                   | По решению руководства                                                                                                   |
| Россия       | Удивительный мир              | Весна 2003 года (первое), лето 2008 года (второе и окончательное) | По решению руководства                                                                                                   |
| Россия       | Наша музыка                   | Весна 2003 года                                                   | По решению руководства                                                                                                   |
| Россия       | ITR                           | 22 июля 2003 года                                                 | Заменён на «ТДК» |
| Россия       | Мировое кино                  | Осень 2003 года                                                   | По решению руководства                                                                                                   |
| Россия       | Из рук в руки ТВ              | 1 марта 2004 года — 1 февраля 2005 года                           | Объединение с «НТВ-Плюс Инфоканал», последующее закрытие                                                                 |
| Россия       | Fox Kids                      | 1 января 2005 года                                                | Заменён на Jetix |
| Россия       | Fox Kids Play                 | 1 января 2005 года                                                | Заменён на Jetix Play |
| Россия       | Neo Television                | Лето 2006 года                                                    | Заменён World Music Channel                                                                                              |
| Россия       | Moda Non Stop TV Channel      | Осень 2006 года                                                   | Переход вещания в интернет                                                                                               |
| Россия       | Neo Music                     | 2007 год                                                          | По решению руководства                                                                                                   |
| Россия       | Родное слово                  | 1 ноября 2007 года                                                | По решению руководства                                                                                                   |
| Россия       | Облака                        | 1 ноября 2007 года                                                | По решению руководства                                                                                                   |
| Россия       | Love Music                    | ноябрь 2007 года                                                  | По решению руководства                                                                                                   |
| Россия       | Клуб путешествий              | 2008 год                                                          | По решению руководства                                                                                                   |
| Россия       | Геомания                      | 2008 год                                                          | По решению руководства                                                                                                   |
| Россия       | Благовест                     | Лето 2008 года                                                    | По решению руководства                                                                                                   |
| Россия       | Новый иллюзион                | Лето 2008 года                                                    | По решению руководства                                                                                                   |
| Россия       | Китай                         | Осень 2008 года                                                   | По решению руководства                                                                                                   |
| Россия       | Kawaii TV                     | 25 июня 2009 года                                                 | Неудачное тестовое вещание. Канал планировали перезапустить к концу 2011 года, но не получил поддержки.                  |
| Россия       | World Music Channel           | Октябрь 2009 года                                                 | По решению руководства                                                                                                   |
| Россия       | Дебют ТВ                      | Осень 2009 года                                                   | Переход вещания в интернет                                                                                               |
| Россия       | Регби ТВ                      | Осень 2009 года                                                   | Переход вещания в интернет                                                                                               |
| Россия       | Американский футбол           | Осень 2009 года                                                   | Переход вещания в интернет                                                                                               |
| Россия       | Весёлое ТВ                    | 1 декабря 2009 года                                               | Ребрендинг в Охотник и Рыболов                                                                                           |
| Россия       | VH1 Россия                    | 1 июня 2010 года                                                  | Заменён на международную версию VH1                                                                                      |
| Россия       | 2 Спорт 2                     | 1-е: 1 марта 2010 года, 18:00 2-е: 13 июля 2010 года, 23:59       | Канал изначально задумывался для вещания только во время олимпийских игр в Ванкувере и чемпионата мира по футболу в ЮАР. |
| Россия       | Turinfo.tv                    | 1 апреля 2010 года                                                | По решению руководства                                                                                                   |
| Россия       | НТВ-Плюс NBA TV               | 5 апреля 2010 года                                                | Заменён на «НТВ-Плюс Баскетбол»                                                                                          |
| Россия       | Jetix Play                    | 1 августа 2010 года                                               | По решению руководства. Выполнил функцию.                                                                                |
| Россия       | Jetix                         | 10 августа 2010 года                                              | Заменён на «Канал Disney»                                                                                                |
| Россия       | Gameland TV                   | 30 сентября 2010 года                                             | Заменён на MAN TV |
| Россия       | 1ROCK                         | 1 октября 2010 года                                               | По решению руководства                                                                                                   |
| Россия       | Идеальный мир                 | 1 декабря 2010 года                                               | По решению руководства                                                                                                   |
| Россия       | ТелеНяня                      | 27 декабря 2010 года                                              | Заменён на «Карусель» |
| Россия       | Бибигон                       | 27 декабря 2010 года                                              | Заменён на «Карусель» |
| Россия       | Где и кто                     | 10 марта 2011 года                                                | Ребрендинг в "Раз ТВ" |
| Россия       | НТВ-Плюс Спорт Классика       | 14 марта 2011 года                                                | Заменён на «Футбол 2» |
| Россия       | Первый Игровой                | 5 сентября 2011 года                                              | Заменён на RAP.RU, позже на «Синергия ТВ»                                                                                |
| Россия       | ТВ Бульвар                    | 1 ноября 2011 года                                                | Заменён на STV |
| Россия       | TVCAM                         | 1 декабря 2011 года                                               | По решению руководства                                                                                                   |
| Россия       | Mini Movie                    | 5 декабря 2011 года                                               | По решению руководства                                                                                                   |
| Россия       | Love Story                    | 20 декабря 2011 года                                              | По решению руководства. Перезапущен 11 июля 2012 года, но позже был закрыт окончательно                                  |
| Россия       | PROPOKER                      | 21 декабря 2011 года                                              | Низкие рейтинги |
| Россия       | MAN TV                        | 21 декабря 2011 года                                              | Заменён на «21+» |
| Россия       | High Life                     | 1 января 2012 года                                                | По решению руководства                                                                                                   |
| Россия       | Дискотека ТВ                  | 1 июня 2012 года                                                  | По решению руководства                                                                                                   |
| Россия       | Настоящее смешное телевидение | 1 июня 2012 года                                                  | Заменён на 24 DOC |
| Россия       | RAP.RU                        | 2012 год                                                          | Переход в интернет |
| Россия       | Коммерсантъ ТВ                | 1 июля 2012 года                                                  | По решению руководства                                                                                                   |
| Россия       | Женский мир                   | 1 июля 2012 года                                                  | По решению руководства                                                                                                   |
| Россия       | Fox Crime                     | 1 октября 2012 года                                               | Заменён на Fox |
| Москва       | Третий канал                  | 1 декабря 2012 года                                               | Объединён с «ТВ Центром»                                                                                                 |
| Россия       | Эксперт-ТВ                    | 12 марта 2013 года                                                | По решению руководства                                                                                                   |
| Россия       | 21+                           | 21 марта 2013 года                                                | По решению руководства                                                                                                   |
| Россия       | Недвижимость ТВ               | нет информации                                                    | По решению руководства                                                                                                   |
| Россия       | KidsCo                        | 1 января 2014 года                                                | Низкие рейтинги |
| Россия       | Синергия ТВ                   | 1 января 2014 года                                                | Заменён на «Смена ТВ» |
| Россия       | ImageTV                       | Январь 2014 года                                                  | По решению руководства                                                                                                   |
| Россия       | Знание                        | 3 марта 2014 года                                                 | По решению руководства                                                                                                   |
| Россия       | Закон ТВ                      | 21 марта 2014 года                                                | По решению руководства                                                                                                   |
| Россия       | Kinomania.TV                  | 2014                                                              | По решению руководства                                                                                                   |
| Россия       | 3 канал +                     | 2014 год                                                          | По решению руководства                                                                                                   |
| Россия       | А24                           | 2014 год                                                          | По решению руководства                                                                                                   |
| Россия       | Look TV                       | 2014 год                                                          | По решению руководства                                                                                                   |
| Россия       | Стрела                        | 2014 год                                                          | По решению руководства                                                                                                   |
| Россия       | Inva Media                    | 2014                                                              | Банкротство |
| Россия       | КП-ТВ                         | 1 января 2015 года                                                | Запрет рекламы на платных телеканалах                                                                                    |
| Россия       | НТВ-Плюс Спорт Союз           | 5 января 2015 года                                                | По решению руководства                                                                                                   |
| Россия       | НТВ-Плюс Спорт Онлайн         | 5 января 2015 года                                                | По решению руководства                                                                                                   |
| Россия       | Teen TV                       | 1 июня 2015 года                                                  | Заменён на Рыжий |
| Россия       | Интересное ТВ                 | 1 сентября 2015 года                                              | Заменён на «Мужское кино»                                                                                                |
| Россия       | Перец                         | 12 ноября 2015 года                                               | Заменён на Че. Ожидается перезапуск телеканала Перец                                                                     |
| Россия       | Бойцовский клуб               | 25 декабря 2015 года                                              | Объединён с «Боец» |
| Россия       | ТНТ-Comedy                    | 1 января 2016 года                                                | Заменён на «ТНТ4» |
| Россия       | HD Кино 2                     | 1 января 2016 года                                                | По решению руководства                                                                                                   |
| Россия       | НТВ-Плюс 3D by Panasonic      | 1 января 2016 года                                                | По решению руководства                                                                                                   |
| Россия       | Кинорейс 1                    | 1 января 2016 года                                                | По решению руководства                                                                                                   |
| Россия       | Кинорейс 2                    | 1 января 2016 года                                                | По решению руководства                                                                                                   |
| Россия       | НТВ-Плюс Киносоюз             | 1 января 2016 года                                                | По решению руководства                                                                                                   |
| Россия       | НТВ-Плюс Баскетбол            | 25 января 2016 года                                               | По решению руководства                                                                                                   |
| Россия       | НТВ-Плюс Теннис               | 25 января 2016 года                                               | По решению руководства                                                                                                   |
| Россия       | HD Спорт                      | 25 января 2016 года                                               | Заменён на «Матч! Игра HD»                                                                                               |
| Россия       | НТВ-Плюс Спорт                | 25 января 2016 года                                               | Заменён на «Матч! Планета»                                                                                               |
| Россия       | НТВ-Плюс Спорт Плюс           | 25 января 2016 года                                               | Заменён на «Матч! Наш Спорт»                                                                                             |
| Россия       | Спорт-1                       | 25 января 2016 года                                               | Заменён на «Матч! Арена»                                                                                                 |
| Россия       | Style TV                      | 2016                                                              | Банкротство |
| Россия       | Спорт                         | 25 января 2016 года                                               | Заменён на «Матч! Игра»                                                                                                  |
| Россия       | A-One                         | 31 мая 2016 года                                                  | Заменён на ТНТ-Music |
| Россия       | Россия HD                     | 1 июля 2016 года                                                  | Ребрендинг в Россия-1 HD                                                                                                 |
| Россия       | Сериал HD                     | 1 марта 2015 года                                                 | По решению руководства                                                                                                   |
| Россия       | Amazing life                  | Апрель 2016 года                                                  | По решению руководства                                                                                                   |
| Россия       | IQ HD                         | 22 апреля 2016 года                                               | Заменён на Планета HD |
| Россия       | Россия-2                      | 1 ноября 2015 года                                                | Заменён на Матч ТВ |
| Москва       | Всегда с тобой                | 2016                                                              | Банкротство |
| Россия       | Наше HD                       | 4 ноября 2016 года                                                | Заменён на «Наш Кинороман HD»                                                                                            |
| Россия       | Семейное HD                   | 4 ноября 2016 года                                                | Заменён на «Наш Детектив HD»                                                                                             |
| Россия       | Много ТВ                      | 1 декабря 2016 года                                               | Ребрендинг в «Киносерия»                                                                                                 |
| Россия       | 24 DOC                        | 1 июля 2017 года                                                  | Заменён на «Доктор» |
| Россия       | Агро-ТВ                       | 1 сентября 2017 года                                              | По решению руководства                                                                                                   |
| Россия       | Страна                        | 30 ноября 2017 года                                               | Заменён на «Мультимузыка»                                                                                                |
| Россия       | 13 канал                      | 10 января 2018 года                                               | Банкротство |
| Россия       | Браво ТВ                      | 2018 года                                                         | Банкротство |
| Россия       | World Business Channel        | 3 августа 2018 года                                               | Банкротство |
| Россия       | Го                            | 1 сентября 2018 года                                              | Неизвестно |
| Россия       | Знак ТВ                       | 2018 года                                                         | Банкротство |
| Россия       | FitCult                       | 2018 года                                                         | Банкротство |
| Россия       | Искушение                     | 1 апреля 2018 года                                                | Банкротство |
| Россия       | Game Show                     | 8 февраля 2018 года                                               | Ребрендинг телеканала в «E TV»                                                                                           |
| Россия       | Хорошее кино                  | 2018                                                              | Банкротство |
| Россия       | Матч! Ультра                  | 16 июля 2018 года                                                 | Банкротство |
| Россия       | AMC                           | 31 декабря 2018                                                   | По решению руководства                                                                                                   |
| Россия       | MGM HD                        | 31 декабря 2018                                                   | По решению руководства                                                                                                   |
| Россия       | TR!CK                         | 1 апреля 2019 года                                                | Банкротство |
| Россия       | Ginger HD                     | 1 июня 2019 года                                                  | Ребрендинг в «Капитан Фантастика»                                                                                        |
| Россия       | R1                            | 2019                                                              | банкротство |
| Россия       | Раз ТВ                        | 2019 год                                                          | Ребрендинг в «Раз» |
| Россия       | Юмор TV                       | 23 мая 2019 года                                                  | Низкие рейтинги |
| Россия       | Bridge TV Dance               | 3 июня 2019 года                                                  | Ребрендинг в «Bridge TV Hits»                                                                                            |
| Россия       | Первый образовательный        | 1 октября 2020 года                                               | Финансовые проблемы |
| Россия       | Pro Гонки                     | 1 октября 2020 года                                               | Банкротство |
| Россия       | Супер                         | 1 февраля 2021 года                                               | Ребрендинг в телеканал «Суббота!»                                                                                        |